# Церемониальная магия

Маг вызывает демона (Фауст и Мефистофель)

Церемониа́льная ма́гия (также обря́довая ма́гия, религио́зная ма́гия, ритуа́льная ма́гия, вы́сшая ма́гия) является широким термином, используемым в контексте герметизма или западного эзотеризма для описания различных длительных, тщательно продуманных и сложных магических ритуалов. Церемониальная магия называется так по той причине, что включает в себя церемонии и разнообразные магические инструменты, призванные способствовать практику в его работе. Церемониальную магию можно рассматривать как расширение ритуальной магии, а в большинстве случаев они являются синонимами. Будучи развитой на основе гримуаров и тайных инструкций Ордена избранных коэнов Мартинеса де Паскуалли Орденом Мартинистов Папюса, она была популяризирована герметическим орденом «Золотой зари». Церемониальная магия имеет отношение к таким школам философской и оккультной мысли, как христианская каббала, герметическая каббала, енохианская магия, а также к различным магическим гримуарам, эзотерическому христианству, таро.

## Магия эпохи Ренессанса
Термин церемониальная магия ведет своё происхождение от магии эпохи Ренессанса XVI века, и относится к практикам, описанным в различных гримуарах периодов Средневековья и Ренессанса, а также сборниках, подобных сборнику Йоханнеса Гартлиба. Георг Пикториус использует данный термин как синоним Гоетии.
В переводе Джеймса Сэнфорда от 1569 года сочинения Агриппы «О недостоверности и тщетности всех наук» (De incertitudine et vanitate scientiarum) (1526) говорится: «Частями церемониальной магии являются гоетия и теургия». Для Агриппы церемониальная магия была противоположной естественной магии. Несмотря на свои опасения по поводу естественной магии, которая включала в себя астрологию, алхимию, а также то, что мы рассматриваем теперь как области естествознания, такие как ботаника, он был готов тем не менее признать её «высшей точкой естественной философии». В третьей части его основного труда жизни «О тайной философии» церемониальная магия в благом смысле — это обрядовая или религиозная магия, то есть, «та часть магии, которая учит нас исследовать и знать законы религий». С другой стороны, церемониальную магию, включающую в себя все виды злонамеренного общения с духами, в том числе некромантию и колдовство, он всецело осудил как нечестивое неповиновение Богу.

### Гримуары
Гримуар — это книга, содержащая магическое руководство. Данные книги, как правило, содержат предписания по инвокации ангелов или демонов, дивинации, а также получению магических сил, и имели распространение по всей Европе начиная со Средневековья.
Зачастую маги подвергались преследованию христианской церкви, и потому их записи хранились в тайне, чтобы их владелец не был сожжен на костре. Такие книги содержат астрологические соответствия, классификации ангелов и демонов, указания по использованию магических формул и заклинаний, сведения по изготовлению микстур, вызову астральных сущностей, а также изготовлению талисманов. Магические книги в любом контексте, а в особенности книги магических заклинаний, также называются гримуарами.

### Енохианская Магия
Енохианская магия является христианской системой церемониальной магии, основанной на эвокации Енохианских духов, и ведет своё начало от записей доктора Джона Ди и Эдварда Келли, утверждавших, что они получили данную систему непосредственно от Енохианских Ангелов. В дневнике Джона Ди содержится Енохианский алфавит, а также таблица соответствий для него. В записях утверждается, что Енохианская магия содержит в себе тайны, заключавшиеся в апокрифической Книге Еноха.

## Возрождение практики в позднее Новое время
С момента появления движения Романтизма в XIX веке множество отдельных личностей, а также групп осуществили возрождение церемониальной магии.

### Фрэнсис Барретт
Среди различных источников по церемониальной магии «Маг» (The Magus) Френсиса Барретта объединяет в себе глубокие знания по алхимии, астрологии, а также Каббале, и является трудом, использовавшимся в герметическом ордене «Золотой зари», а также рассматривается некоторыми как наиболее важный источник по данному вопросу.

### Элифас Леви
Идея о написании трактата по магии возникла у Элифаса Леви совместно с его другом Бульвером-Литтоном. Данный трактат появился в 1855 году под названием Dogme et Rituel de la Haute Magie, и был переведен на английский Артуром Эдвардом Уэйтом под названием «Трансцендентальная магия, её Доктрина и Ритуал».
В 1861 он издал продолжение, «Ключ к великим мистериям» (La Clef des Grands Mystères). Дальнейшие работы по магии Леви включают в себя «Легенды и Символы» (Fables et Symboles) (1862), а также «Науку о духах» (La Science des Esprits) (1865). В 1868 он написал «Великий аркан, или разоблаченный оккультизм» (Le Grand Arcane, ou l’Occultisme Dévoilé); однако, этот труд был издан только после его смерти, в 1898 году.
Тексты по магии Леви пользовались большим успехом, в особенности после его смерти. Его представления о магии были популярны по обе стороны Атлантики начиная с 1850-х годов. Его магическое учение было свободно от явного фанатизма, несмотря на свою туманность; он не собирался ничего продавать, и не претендовал на титул посвященного в некое древнее или вымышленное тайное общество. Элифас Леви сделал частью своей магической системы карты Таро, и в результате они стали важной частью инструментария приверженцев западной магической традиции. Он оказал глубокое влияние на магию герметического ордена «Золотая заря», и по большей части в связи с этим воздействием Элифаса Леви считают одним из ключевых основателей возрождения магии в двадцатом веке.

### Папюс
Свой псевдоним «Папюс» («Врач») доктор Жерар Анкосс заимствовал из «Нуктемерона Аполлония Тианского» Элифаса Леви, почитаемого им автора. Папюс является автором более, чем 400 статей и 25 книг по магии, каббале и таро. Будучи прекрасным компилятором, он составил материалы, включающие в себя ценные сведения по церемониальной магии, а также написанные им руководства для приготовления к данным операциям.
По утверждениям Папюса, он имел на руках рукописи Мартинеса де Паскуалли, основателя Ордена рыцарей-масонов, избранных коэнов Вселенной (фр. Ordre des Chevaliers-Macons Elus-Cohen de L’Univers), члены которого практиковали Теургические операции, а также экзорцизм, индивидуальный и всеобщий, имеющие целью всеобщую реинтеграцию. Кроме того, он являлся преемником одной из линий мартинизма, исходивших от Луи Клода де Сен-Мартена, и в 1891 совместно с Огюстом Шабосо, с которым они «обменялись преемственностями», создал Орден мартинистов (фр. Ordre Martiniste), который, благодаря своему устройству, благополучно пережил Первую и Вторую Мировую Войну.
Теургические операции Ордена избранных коэнов были основаны на христианстве, и требовали сложной и длительной подготовки.

### Герметический орден «Золотая Заря»
Герметический орден «Золотая заря» — магический орден, существовавший в конце XIX — начале XX века, члены которого практиковали магические и теургические церемонии, а также духовное развитие. Вероятно, данный Орден можно считать оказавшим крупнейшее влияние на популярный и общедоступный западный оккультизм XX века. Благодаря членам Золотой Зари стало возможным просвещение англо-говорящего общества в отношении теории и практики магии, так как, в частности, ими был произведен обширный труд по переводу на английский язык множества значимых трактатов.

### Современные организации
Из ныне существующих организаций церемониальную магию практикуют «Ancient Martinist-Martinezist Order» (A.M.M.O.) в России представленный как Автономный суверенный и древний орден мартинистов-мартинезистов (А.С.Д.О.М.М.), Орден Розы и Креста, Каббалистический Орден Розы+Креста Станисласа де Гуайты, Строители «Святая Святых» Пола Фостера Кейса (B.O.T.A.). Сюда же следует отнести организации оккультного масонства Ордена избранных коэнов, а также нео-группы работающие в духе ордена «Золотая заря»

## Магические инструменты
Практика церемониальной магии требует использования изготовленных, а также освящённых специально для данной цели инструментов для отдельного ритуала, или же для ряда ритуалов. Подробно сами инструменты, и ритуалы их освящения описывались сначала в разных средневековых руководствах, затем в книге «Учение и Ритуал Высшей Магии» Элифаса Леви, и после этого — уже у Папюса, Станисласа де Гуайты (книга «Змей Книги Бытия») и в инструкциях ордена Золотой зари С. Л. МакГрегором Мазерсом.
В книге «Трактат практической магии» Папюса (Жерара Анкосса) описывается оборудование для магической лаборатории, которое включает в себя жертвенник, покрытый тонким белым полотном, на котором должен быть изображён вселенский пантакль в трёх его планах (человеческом, природном, божественном), а также магическое вогнутое зеркало на чёрном фоне, прислонённые над жертвенником к стене. На жертвеннике размещаются курильница и магическая лампа. Жертвенник представляет собой новый глиняный очаг, а магическая лампа составляется из семи цветных стёкол, соответствующих цветам семи древних планет.
Для сохранения различных магических инструментов Папюс предлагает использовать маленький шкаф, покрытый внутри белой материей, установленный по левую сторону от алтаря, «всегда закрытый от нескромных взглядов».